# Elżbieta kurlandzka
Elżbieta kurlandzka (ur. po 1575, zm. 19 listopada 1601) – córka księcia księcia  Kurlandii i Semigalii Gottharda Kettlera i Anny Meklemburskiej, córki księcia Meklemburgii Albrechta VII. 17 września 1595 roku wyszła za mąż za Adama Wacława, księcia cieszyńskiego. Ślub odbył się na cieszyńskim zamku.
Elżbieta urodziła trzech synów i dwie córki: Adama Gotarda (27 lipca 1596-25 maja 1597), Annę Sydonię (2 marca 1598–1619), Elżbietę Lukrecję (1 czerwca 1599-19 maja 1653), Chrystiana Adama (1600–12 marca 1602), Fryderyka Wilhelma (9 listopada 1601-19 sierpnia 1625). Powodem śmierci Elżbiety były powikłania po urodzeniu najmłodszego syna.